# 奧托四世 (勃蘭登堡)

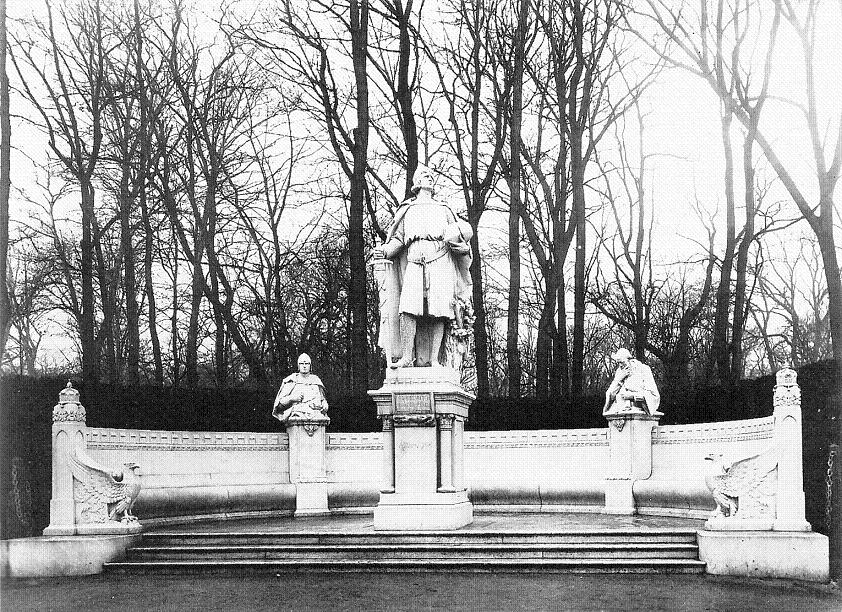
聳立於柏林勝利大道（Siegesallee）奧托四世紀念碑

奧托四世（約1238年—1309年11月27日），阿斯坎尼王朝勃蘭登堡-施滕達爾藩侯（1266年—1309年在位），被稱為「有箭頭的奧托」。勃蘭登堡藩侯約翰一世與第一任妻子丹麥的蘇菲亞的次子，外祖父是丹麥國王瓦爾德馬二世。奧托四世於1262年娶了荷爾斯泰因-基爾伯爵約翰一世與妻子薩克森的伊莉莎白的女兒哈維希為妻，但是哈維希於1305年死亡。1308年，奧托四世再娶亨讷贝格伯爵貝特霍爾德八世的女兒及盧薩蒂亞侯爵迪特里希四世的遺孀尤塔為第二任妻子，尤塔於1315年逝世。兩任妻子皆沒有與奧托四世有子嗣。

## 即位
1266年，父親約翰一世逝世，奧托四世與兄長約翰二世、弟弟康拉德一世共治勃蘭登堡-施滕達爾藩國，奧托四世在三人中最有影響力。1269年，奧托四世接受了波美拉尼亞公國成為附庸國，因波美拉尼亞公國的反覆，引至於1278年開始與大波蘭公爵普熱梅斯瓦夫二世及數個諸侯國成為世仇。

## 與馬德堡的糾紛
1277年，奧托四世希望其弟埃里克當選成為馬德堡大主教，當時庫埃爾富爾特領主（亦是馬德堡城主）亦為候選人之一，其後雙方妥協，由施瓦倫貝格的岡瑟一世當選，自此，奧托四世便與馬德堡的宗教人士有了曠日持久的糾紛。在舍訥貝克戰役中，馬德堡曾擒獲奧托四世並將他鎖在籠中，最後由其首相交出四千萬鎊銀贖金才得以釋放。糾紛持續直至施瓦倫貝格的岡瑟一世繼承人沃爾普伯爵伯納德三世在位期間。
1280年，施塔斯富特的一場戰事中，奧托四世被箭矢射中頭部。據稱，他箭頭留在他的腦袋有一年之久，因此成為了他的綽號。對箭頭留在他的腦袋的時間記載不是很清楚，傳說是“一段時間” ，另一個說法： “很多年”。1283年，埃里克終於被任命為馬德堡大主教，其後更受到教皇馬丁四世的祝福。

## 統治後期
1283年，羅斯托克和議促使奧托四世的敵人（包括薩克森公國、波美拉尼亞公國、呂根親王國、城邦維斯馬、羅斯托克、施特拉爾松德、格賴夫斯瓦爾德、斯塞新、安克拉姆）成立聯盟以對抗勃蘭登堡，奧托四世及其他共治君主終於在1284年簽訂的菲拉登條約中，交還先前侵佔波美拉尼亞的地方。
1290年，奧托四世因其堂弟奧托五世與西里西亞的皮雅斯特公爵們結盟而兩人發生糾紛。1295年，羅馬人民的國王阿道夫一世調解下，才得以和解。同年，奧托四世與布倫瑞克-呂訥堡公爵奧托二世結盟。
1292年，奧托四世購入蘭茨貝格藩國及向薩克森宮廷官購入土地。1303年，他又向盧薩蒂亞侯爵買入盧薩蒂亞。
1296年，奧托四世重申擁有波美拉尼亞的主權，因為勃蘭登堡需要一個港口，因此再度與大波蘭公爵普熱梅斯瓦夫二世開戰，最終失敗。1298年，勃蘭登堡又參與推翻羅馬人民的國王阿道夫一世的陰謀，但並沒有參與戰事。
奧托四世還參與了對抗羅斯托克領主尼古拉一世、呂根親王韋士羅二世、不倫瑞克-格魯本哈根公爵亨利一世和不倫瑞克-沃爾芬比特爾和哥廷根公爵阿爾貝二世及勃蘭登堡和哈弗爾貝格的主教們。最終這衝突令主教們宣判對他作出禁令。

## 騎士精神
奧托四世曾表示他的一生充滿騎士精神。他被形容為“當時最輝煌的和勇敢的王子之一”。他的傳記也顯出他相當好鬥的性格。奧托四世還積極成為吟遊詩人;他的七首詩歌，以德語方言而寫，都被保存下來。相比於從他的時代的其它作品，其作品可以被稱為為優良。

## 逝世
奧托四世是當勃蘭登堡藩侯分治後在位最長的一位君主，雖然他與眾多的兄弟及堂兄弟分治，但是他的影響力是最顯著的。1309年，奧托四世逝世。
| 奧托四世 (勃蘭登堡) 阿斯坎尼王朝出生于：約1238年逝世於：1309年11月27日 | 奧托四世 (勃蘭登堡) 阿斯坎尼王朝出生于：約1238年逝世於：1309年11月27日 | 奧托四世 (勃蘭登堡) 阿斯坎尼王朝出生于：約1238年逝世於：1309年11月27日 |
| 統治者頭銜                                                             | 統治者頭銜                                                             | 統治者頭銜                                                             |
| ---------------------------------------------------------------------- | ---------------------------------------------------------------------- | ---------------------------------------------------------------------- |
| 前任： 約翰一世                                                        | 勃蘭登堡藩侯 1266年—1309年                                             | 繼任： 瓦爾德馬一世                                                    |